# Калайдович, Иван Фёдорович
Ива́н Фёдорович Калайдо́вич (13 (24) ноября 1796—7 (19) апреля 1853) — русский филолог, публицист. Действительный статский советник.

## Биография
Родился 13 (24) ноября 1796 — сын известного врача Фёдора Дмитриевича Калайдовича, брат Константина и Петра Калайдовичей.
Учился в Московском университете, служил в коммерческом суде в Москве. Был секретарём дворянства Московской губернии. Издал «Грамматику русского языка»; участвовал в «Сыне отечества» (1825), «Русском зрителе» (1828—1829), «Московском вестнике» (1830).
В Москве жил по адресу: Хлебный переулок, дом № 2/3 — во флигеле усадьбы Забелиных.
Масон, с 1818 года член московской ложи «Ищущих манны». После запрета масонства в России продолжал принимать участие в тайных собраниях вольных каменщиков по 1827 год.
С 16 мая 1838 года — статский советник, затем — действительный статский советник.
В 1839 году избран московским купечеством товарищем председателя коммерческого суда Московской губернии. В 1841—1844 правитель дел, в 1847—1848 непременный член, в 1850—1851 член Российского общества любителей садоводства (в Москве). В 1845 году по расстроенному здоровью вышел в отставку с чином действительного статского советника. Член Московского губернского статистического комитета. Правитель дел попечительного совета заведений общественного призрения.
Умер в 2 часа дня 7 (19) апреля 1853 года от холеры. Похоронен на Ваганьковском кладбище (13 уч.); могила в запущенном состоянии.
Был женат с июня 1842 года. Имел дочь Клавдию, которая была замужем за А. С. Владимирским и сына Фёдора (1847—1894).